# Melittia sumatrana
Melittia sumatrana is een vlinder uit de familie wespvlinders (Sesiidae), onderfamilie Sesiinae.
Melittia sumatrana is voor het eerst wetenschappelijk beschreven door Le Cerf in 1916. De soort komt voor in het Oriëntaals gebied.